# Молодіжна збірна Австрії з футболу
Молодіжна збірна Австрії з футболу (нім. Österreichische Fußballnationalmannschaft (U-21-Männer)) — національна футбольна збірна Австрії, у складі якої можуть виступати австрійські футболісти у віці 21 року та молодше.

## Виступи на чемпіонатах Європи
- 1978: не пройшла кваліфікацію
- 1980: не брала участі
- 1982: не пройшла кваліфікацію
- 1984: не пройшла кваліфікацію
- 1986: не пройшла кваліфікацію
- 1988: не пройшла кваліфікацію
- 1990: не пройшла кваліфікацію
- 1992: не пройшла кваліфікацію
- 1994: не пройшла кваліфікацію
- 1996: не пройшла кваліфікацію
- 1998: не пройшла кваліфікацію
- 2000: не пройшла кваліфікацію
- 2002: не пройшла кваліфікацію
- 2004: не пройшла кваліфікацію
- 2006: не пройшла кваліфікацію
- 2007: не пройшла кваліфікацію
- 2009: не пройшла кваліфікацію
- 2011: не пройшла кваліфікацію
- 2013: не пройшла кваліфікацію
- 2015: не пройшла кваліфікацію
- 2017: Не пройшла кваліфікацію плей-оф
- 2019: груповий етап
- 2021: не пройшла кваліфікацію
- 2023: не пройшла кваліфікацію
- 2025: не пройшла кваліфікацію